# Episodi di Magica magica Emi
Lista degli episodi di Magica magica Emi (Mahō no star Magical Emi), anime trasmesso in Giappone su Nippon Television dal 7 giugno 1985 al 28 febbraio 1986. In Italia è stato trasmesso su Italia 1 dal 9 agosto al 4 ottobre 1986. 
Dei tre OAV, distribuiti in Giappone tra il 1986 e 2002, solo il secondo è stato trasmesso anche in Italia, su Italia 1, dopo la conclusione della serie TV diviso in tre parti.
Le sigle originali di apertura, Fushigi-iro happiness (不思議色ハピネス?), e di chiusura, Anata dake Dreaming (あなただけ Ｄｒｅａｍｉｎｇ?), sono interpretate da Yōko Obata. Quella italiana, invece, è cantata da Cristina D'Avena.

## Lista episodi

### Serie TV
| Nº | Titolo italiano Giapponese 「Kanji」 - Rōmaji - Traduzione letterale | In onda           | In onda           |
| Nº | Titolo italiano Giapponese 「Kanji」 - Rōmaji - Traduzione letterale | Giapponese        | Italiano          |
| 1  | Il braccialetto magico 「ふしぎ誕生魔法のスター」 - Fushigi tanjō mahō no sutā – "La meravigliosa nascita della stella della magia" | 7 giugno 1985     | 9 agosto 1986     |
| 1  | All'interno d'un piccolo specchio portatile a forma di cuore che il nonno le regala durante un trasloco, Mai scopre la presenza di un folletto il quale si presenta come una sfera globulare di luce. Entrato in un pupazzo a forma di scoiattolo volante questi dona alla ragazzina un braccialetto, anch'esso a forma di cuoricino, che le dà il potere di trasformarsi in una giovane donna abilissima nei trucchi magici; Mai, in questa nuova versione di se stessa cresciuta, si auto-battezza Magical Emi. La prima apparizione della magica Emi è proprio allo spettacolo cittadino del gruppo Magic-Art guidato dalla nonna materna Fiorella, ottenendo uno strabiliante successo. |                   |                   |
| 2  | Il debutto di Emi 「魔法でデビュー！生放送！！」 - Mahō de debyū! Namahōsō!! – "Il debutto con la magia! Trasmesso in diretta!!" | 14 giugno 1985    | 12 agosto 1986    |
| 2  | Il grande e grosso signor Bartolomeo, produttore televisivo che lavora per la YoTv e padre di B. Junior, compagno di classe ed innamorato di Mai, dopo aver assistito allo spettacolo in cui era presente Emi ed essendone rimasto fortemente impressionato, propone al gruppo di partecipare ad uno show in TV; tutto ciò però a condizione che vi sia anche la "magica Emi". Mai nel frattempo, proprio la domenica in cui deve andare in onda il programma, viene trascinata al cinema dal padre assieme a tutta la famiglia; riesce a fatica, fingendo d'andare in bagno, ad uscire ed in veste di Emi a partecipare allo spettacolo televisivo voluto da Bartolomeo. |                   |                   |
| 3  | Magia e pugilato 「あいつの好きなボクシング」 - Aitsu no sukina bokushingu – "L'adorata boxe di lui" | 21 giugno 1985    | 14 agosto 1986    |
| 3  | Gennaro, uno degli assistenti dei Magic-Art, un tipo grassoccio e pasticcione, si è preso un gran raffreddore e si trova quindi bloccato in casa a letto: la signora Fiorella chiede allora a Ronni, suo giovane ed affascinante inquilino appassionato di pugilato ma figlio anch'egli di famosi prestigiatori, di sostituir l'influenzato Gennaro allo spettacolo che si deve tenere quel pomeriggio e ch'era già stato da molto programmato. Il ragazzo, dopo qualche esitazione, decide di accettare e si mette a disposizione degli amici: allo stesso tempo però ha anche accettato una sfida dal mister della palestra da lui frequentata, che vuole metterlo alla prova per saggiarne le capacità e lo spirito combattivo. |                   |                   |
| 4  | I colori dell'amore 「不思議色ハピネス」 - Fushigi-iro hapinesu – "I meravigliosi colori della felicità" | 28 giugno 1985    | 16 agosto 1986    |
| 4  | Il signor Bartolomeo, in perfetto accordo con nonna Fiorella, propone ad Emi di debuttare come cantante solista; si mette subito all'opera facendo scrivere un testo appropriato ad un famoso paroliere di sua conoscenza. Intanto tutti i membri del Magic-Art cominciano ad esercitarsi nel canto, non avendo ancora capito che l'unica persona che Bartolomeo vuole veder esibirsi è in realtà Emi: il titolo della canzone è I colori dell'amore. Alla fine, in un modo o nell'altro Pellecchia, assistente perennemente maltrattato da Bartolomeo, riesce a portar a termine il compito affidatogli, cioè far cantare la magica Emi. |                   |                   |
| 5  | La festa delle stelle 「雨のたなばたファンタジー」 - Ame no tanabata fantajī – "Fantasia di una tanabata di pioggia" | 5 luglio 1985     | 19 agosto 1986    |
| 5  | L'antica leggenda di Tanabata della tradizione giapponese afferma che la principessa Ori, durante lo svolgimento dell'annuale festa delle stelle, permetta l'esaudirsi di qualsiasi buon desiderio espresso dai suoi fedeli, a patto però che non piova. Purtroppo proprio quell'anno sembra dover piovere a dirotto, senza alcun accenno d'interruzione; anche le previsioni meteorologiche danno pochissime speranze in tal senso. Giuppi, fratellino di Mai, che aveva già espresso con fervore il proprio desiderio alla principessa, è più che mai deluso ed amareggiato; alla fine, durante un'esibizione di Emi, il bambino riceve la visita della principessa la quale lo assicura che il suo desiderio, anche se non vuole smettere di piovere, verrà esaudito. |                   |                   |
| 6  | È nata una stella 「スターの輝きを秘めて」 - Sutā no kagayaki wo himete – "Nascondi lo splendore di una stella" | 12 luglio 1985    | 21 agosto 1986    |
| 6  | Mai viene invitata da B. Junior, che è riuscito ad accaparrarsi due biglietti, alla prima cinematografica d'un film d'amore d'un famoso ed apprezzato regista, collaboratore di Bartolomeo; questi ultimi sta già pensando di proporre Emi al regista, difatti la giovane sarebbe ottima per assumere il ruolo principale del suo prossimo film. Durante lo spettacolo però l'uomo travisa le intenzioni di Emi, che le ha gettato un mazzo di fiori facendole per di più l'occhiolino: servirà tutto l'aiuto ed impegno di Mai per convincerlo delle buone intenzioni dell'amica Emi, di aver travisato il suo gesto in quanto non aveva davvero alcun secondo fine. |                   |                   |
| 7  | Il lavoro di una donna 「夏休み家庭科入門」 - Natsuyasumi kateika nyūmon – "Introduzione all'economia domestica delle vacanze estive" | 19 luglio 1985    | 23 agosto 1986    |
| 7  | Mai non se la cava davvero troppo bene nei lavori di casa, difatti ha ottenuto a scuola in economia domestica appena un risicato 6; questo fatto induce il padre a chiedere alla figlia di utilizzare il tempo libero delle vacanze estive imminenti rendendosi utile in varie faccende e lavoretti casalinghi. Proprio allora alla madre capita di non sentirsi troppo bene ed esser costretta a letto per un breve periodo: Mai allora, unica donna di casa rimasta, dovrà impegnarsi per dare il massimo cucinando, lavando la biancheria, assistendo Giuppi e dando aiuto al padre in negozio. |                   |                   |
| 8  | I ragazzi della spiaggia 「海辺のベストキッド」 - Umibe no besutokiddo – "I ragazzi migliori della spiaggia" | 26 luglio 1985    | 26 agosto 1986    |
| 8  | Il camioncino del gruppo di prestigiatori di Fiorella, accompagnati da Mai, si reca in una cittadina di mare ove hanno in programma d'eseguir uno spettacolo nel locale palazzetto dello sport; in spiaggia la bambina fa conoscenza e subito amicizia coi ragazzetti del luogo, tutti grandi ammiratori dei Magic-Art, soprattutto il loro capo. Pur essendo in sei ma avendo solamente due biglietti d'ingresso, riescono con l'inganno ad entrare tutti quanti: alla fine, entusiasti, chiedono al termine a gran voce il bis, ma non rivolto ad Emi bensì a Mai. |                   |                   |
| 9  | Detesto il pugilato 「ボクシングなんて大嫌い！」 - Bokushingu nante daikirai! – "Detesto la boxe!" | 2 agosto 1985     | 28 agosto 1986    |
| 9  | Una giovane promessa del pugilato di nome Matteo è anche un grande ammiratore di Emi e riesce a farsi dare da lei la mano come buon auspicio e augurio di vittoria per il suo prossimo incontro; in seguito anche Ronni, stimolato dalla bravura del ragazzo, lo sfida in un incontro amichevole, pur sapendo bene che ha davvero poche possibilità di farcela. La gara finisce difatti vinta ai punti da Matteo; tra i due giovani nasce una bella amicizia, mentre vengono a sapere – e debbon accettar di buon grado il fatto – che la magica Emi non riesce proprio a sopportare il pugilato, uno sport violento e senza alcuna arte. |                   |                   |
| 10 | Credi agli UFO? 「高原列車ＵＦＯはどこ！？」 - Kōgen ressha UFO wa doko!? – "Il treno degli altopiani, dove sono gli UFO!?" | 9 agosto 1985     | 30 agosto 1986    |
| 10 | Veduta una trasmissione in TV che parla degli UFO (la prima prodotta interamente da Pellecchia) Mai e Giuppi decidono di partire da soli in treno e dirigersi verso una delle zone di avvistamento; durante il viaggio di andata fanno la conoscenza con una ragazza dall'abbigliamento ed atteggiamento un po' originale ma gentile e simpatica che finisce per raccontar loro di esser in realtà la principessa d'un lontano pianeta e che i dischi volanti degli extraterrestri sono alla sua ricerca. Mentre Ronni viene costretto da Enrico a travestirsi per seguire i suoi due figli, capita che a causa d'un imminente litigio generale in tutto lo scompartimento, la situazione debba esser rimessa sotto controllo dall'irruzione improvvisa e benefica della magica Emi. Alla fine la ragazza confessa a Mai di non essere affatto un'aliena, la quale tuttavia l'aveva già capito per conto proprio e perdona all'amica l'ingenua bugia. |                   |                   |
| 11 | Il segreto di una stella 「秘密のスターライフ」 - Himitsu no sutāraifu – "La vita segreta di una stella" | 16 agosto 1985    | 2 settembre 1986  |
| 11 | A Bartolomeo, sempre alla ricerca di nuovi scoop e notizie interessanti per i suoi telespettatori, viene l'idea di far girare un documentario che descriva la vita privata quotidiana di Emi, compresi tutti i suoi piccoli segreti; la giovane star però non ne è affatto entusiasta e rifiuta anzi abbastanza seccamente. Il produttore però non demorde e prova a questo punto ad ingannarla facendo passare il tutto come uno sceneggiato, una pura opera di fiction: Mai viene in seguito a saper la verità e smascherar l'imbroglio. |                   |                   |
| 12 | Il ricordo dorato 「夏は光色のメモリー」 - Natsu wa kōshiki no memorī – "L'estate è la memoria dei colori luminosi" | 23 agosto 1985    | 4 settembre 1986  |
| 12 | In un paesino di campagna, denominato "villaggio delle lucciole", abita lo zio Alfredo, fratello di Fiorella; da un po' di tempo a questa parte tutta la zona sembra esser infestata da vari tipi di spiriti e fantasmi (zombie compresi). Questo fatto impedisce il proseguimento dei lavori per la costruzione di un grande complesso alberghiero, tanto che il responsabile chiede l'aiuto dei Magic-Art per scoprire i colpevoli e smascherare l'eventuale trucco: ma solo l'intervento della magica Emi riuscirà a portar la verità e far ritrovare la pace al villaggio. In realtà è stata tutta opera di Alfredo che voleva mantener intatti i luoghi che gli ricordavano la giovane moglie defunta, soprattutto il prato ed il laghetto pieni di lucciole. |                   |                   |
| 13 | Un amico come maestro 「家庭教師は１６才」 - Kateikyōshi wa 16-sai – "Il mio maestro ha 16 anni" | 30 agosto 1985    | 5 settembre 1986  |
| 13 | Il rendimento scolastico di Mai non è proprio dei migliori, pertanto il padre si trova costretto a proibirle per un po' di frequentare i Magic-Art ed utilizzare invece il tempo resosi disponibile per studiare di più; questo almeno fino a che i voti della bambina non miglioreranno sensibilmente. Dopo un tentativo andato a vuoto di frequentare una scuola di recupero, a Ronni viene affidata Mai come allieva privata; grazie anche all'aiuto e al sostegno dell'amico più grande alla fine la piccola riuscirà lo stesso a districarsi dal pasticcio in cui s'è cacciata per partecipare, come magica Emi, allo spettacolo organizzato dalla nonna Fiorella per lei. |                   |                   |
| 14 | Mai sul palcoscenico 「こてまり台花のステージ」 - Kote mari-dai hana no sutēji | 6 settembre 1985  | 6 settembre 1986  |
| 15 | La girandola della fatina 「風が残したかざぐるま」 - Kaze ga nokoshita kazaguruma – "La girandola che il vento lascia" | 13 settembre 1985 | 8 settembre 1986  |
| 16 | Una gita da brivido 「すてきパワフルドライバー」 - Suteki pawafuru doraibā – "Un grandioso potente autista" | 20 settembre 1985 | 9 settembre 1986  |
| 17 | La guardia del corpo 「気分はゆれて学園祭」 - Kibun wa yurete gakuen-sai – "Il festival scolastico che scuote l'umore" | 27 settembre 1985 | 10 settembre 1986 |
| 18 | L'avventura di un folletto 「魔法の光に夢を」 - Mahō no hikari ni yume wo – "Sogna una luce magica" | 4 ottobre 1985    | 11 settembre 1986 |
| 19 | La bambola innamorata 「ガラス越しのロマンス」 - Garasu koshi no romansu – "Romanticismo attraverso il vetro" | 11 ottobre 1985   | 12 settembre 1986 |
| 20 | Una rivista molto pericolosa 「危険なシャッターチャンス」 - Kiken'na shattāchansu – "La pericolosa possibilità di scatto" | 18 ottobre 1985   | 13 settembre 1986 |
| 21 | Forza B. Junior 「がんばれ！ドキドキゲーム」 - Ganbare! Dokidoki gēmu – "Forza! Un gioco da batticuore" | 25 ottobre 1985   | 15 settembre 1986 |
| 22 | Daniele se ne va 「からっと秋風心もよう」 - Karatto akikaze kokoro moyō – "Dalla brezza autunnale nel cuore" | 1º novembre 1985  | 16 settembre 1986 |
| 23 | Scusami, Giuppi 「ごめんねミーちゃん」 - Gomenne Mī-chan – "Scusami Mi-chan" | 8 novembre 1985   | 17 settembre 1986 |
| 24 | Il suono di un campanello 「鈴の音よもう一度」 - Suzu no oto yo mō ichido – "Suono di un campanello, ancora una volta" | 15 novembre 1985  | 18 settembre 1986 |
| 25 | Moko e il folletto 「かわいい訪問者」 - Kawaii hōmon-sha – "Un ospite carino" | 22 novembre 1985  | 19 settembre 1986 |
| 26 | Pioggia di foglie 「枯葉のシャワー」 - Kareha no shawā – "Pioggia di foglie secche" | 6 gennaio 1986    | 20 settembre 1986 |
| 27 | Un caso di omicidio 「国分寺さん殺人事件」 - Kokubunji-san satsujin jiken – "Il caso di omicidio di Kokubunji" | 6 dicembre 1985   | 22 settembre 1986 |
| 28 | Giorni da cani 「ツキが落ちれば陽が昇る」 - Tsuki ga ochireba yō ga noboru – "Se la luna cala, il sole sorge" | 13 dicembre 1985  | 23 settembre 1986 |
| 29 | Babbo Natale sta arrivando 「雪景色・夢の国」 - Yuki keshiki · Yume no kuni – "Paesaggio innevato · Terra dei sogni" | 20 dicembre 1985  | 24 settembre 1986 |
| 30 | La festa di Capodanno 「ワイン色のパーティ」 - Wain-iro no pāti – "Il party dei colori del vino" | 27 dicembre 1985  | 25 settembre 1986 |
| 31 | Una nube sulla felicità 「仲よし夫婦のギザギザ模様」 - Nakayoshi fūfu no gizagiza moyō – "Schema frastagliato di una buona coppia" | 10 gennaio 1986   | 26 settembre 1986 |
| 32 | Una nuova canzone per Emi 「お風呂場でドッキリ！」 - O furo-ba de dokkiri! – "Sorpresa nella stanza da bagno!" | 17 gennaio 1986   | 27 settembre 1986 |
| 33 | La fata della neve 「飛べ！スノードラゴン」 - Tobe! Sunō doragon – "Vola! Drago di neve" | 24 gennaio 1986   | 29 settembre 1986 |
| 34 | Le frittelline dolci 「愛と哀しみのカリントウ」 - Ai to kanashimi no karintou – "Le frittelline dolci d'amore e tristezza" | 31 gennaio 1986   | 30 settembre 1986 |
| 35 | La foresta di cristallo 「妖精の森へようこそ！」 - Yōsei no mori he yōkoso! – "Benvenuti nella foresta delle fate!" | 7 febbraio 1986   | 1º ottobre 1986   |
| 36 | Il festival della magia 「北風にひとりぼっち」 - Kitakaze ni hitoribotchi – "Tutto solo nel vento del nord" | 14 febbraio 1986  | 2 ottobre 1986    |
| 37 | Una difficile scelta 「ためらいの季節」 - Tamerai no kisetsu – "Periodo di esitazione" | 21 febbraio 1986  | 3 ottobre 1986    |
| 38 | Addio Emi 「さよなら夢色マジシャン」 - Sayonara yumeiro majishan – "Addio prestigiatrice del colore dei sogni" | 28 febbraio 1986  | 4 ottobre 1986    |

### OAV
| Nº | Giapponese 「Kanji」 - Rōmaji - Traduzione letterale | Prima visione           | Prima visione         |
| Nº | Giapponese 「Kanji」 - Rōmaji - Traduzione letterale | Giapponese (home video) | Italiano (televisiva) |
| 1  | 「魔法のスターマジカルエミ フィナーレ！フィナーレ！」 - Mahō no sutā Majikaru Emi: Fināre! Fināre! – "La stella della magia Magical Emi: Finale! Finale!" | 25 maggio 1986          | inedito               |
| 2  | Magica magica Emi - Pioggerella / Orchestra di cicale 「魔法のスターマジカルエミ 蝉時雨」 - Mahō no sutā Majikaru Emi: Semishigure – "La stella della magia Magical Emi: Pioggerella di cicale" | 21 settembre 1986       | 1986                  |
| 2  | Mai è ormai cresciuta ed è intenta a sfogliare un album di fotografie dell'estate 1985, attraverso il quale rivive con una sorta di flashback, cronologicamente posto fra l'episodio 8 e 13, un evento nel quale ritroviamo tutti i protagonisti immersi nella nipponica calura estiva. Stranamente assenti e sbadati quasi come immersi in un'ipnotica atmosfera caratterizzata dall'ossessivo frinire delle cicale, tutti i personaggi appaiono come assuefatti al torpore estivo che, all'apparenza, sembra essere la vera causa comune di simbolici micro problemi della quotidianità di ognuno. Solo una breve rinfrescante pioggia estiva sembrerà sbloccare e risvegliare la volontà dei singoli personaggi per risolvere le loro piccole difficoltà. L'OAV si chiude in maniera circolare con un ritorno al presente in cui ritroviamo Mai guardare piacevolmente con sorpresa il suo specchio nel quale per un attimo ricompaiono fiocamente le lucenti sfere di luce, quasi come richiamate dagli intensi ricordi della ragazzina racchiusi nell'album di fotografie che stava sfogliando. |                         |                       |
| 3  | 「魔法のスターマジカルエミ 雲光る」 - Mahō no sutā Majikaru Emi: Kumo hikaru – "La stella della magia Magical Emi: Le nuvole brillano" | 25 maggio 2002          | inedito               |